# Na flanderských polích
Na flanderských polích je slavná báseň kanadského lékaře a básníka, podplukovníka Johna McCrae v níž vyjadřuje žal nad zabitými spolubojovníky. Napsal ji počátkem května 1915, poté co vedl pohřeb svého přítele a spolubojovníka poručíka Alexise Helmera, který padl v 2. bitvě u Yper.
Báseň napsaná formou rondelu se stala jedním ze symbolů celé války a dodnes je připomínána tradicí vlčího máku na paměť padlých a válečných veteránů. Hlavně v Anglii a Francii je každoročně 11. listopadu na Den válečných veteránů zastaven téměř veškerý život a tento den je vzpomínkou na padlé nejen z první světové války, ale také ze všech dalších konfliktů.
| anglický originál | orientační český překlad | básnický překlad (Petr Jan Vinš) | básnický překlad (Petr Dolejš) | básnický překlad (Petr Kukal) |
| --- | --- | --- | --- | --- |
| In Flanders fields the poppies blow Between the crosses, row on row, That mark our place; and in the sky The larks, still bravely singing, fly Scarce heard amid the guns below. We are the Dead. Short days ago We lived, felt dawn, saw sunset glow, Loved and were loved, and now we lie In Flanders fields. Take up our quarrel with the foe: To you from failing hands we throw The torch; be yours to hold it high. If ye break faith with us who die We shall not sleep, though poppies grow In Flanders fields. | Na polích ve Flandrech divoké máky rostou, tam mezi kříži, řada za řadou. Zde ležíme. Nahoře mezi červánky, je možná slyšet zpívat skřivánky, zde dole kanóny jen svoji píseň řvou. My už však nevstanem a je to možná zdání, že včera ještě žili jsme a byli milováni. Teď jenom tiše ležíme na polích flanderských. Náš boj však zase jiní převezmou. Do vašich rukou dáme my teď svou hořící pochodeň a vy ji neste dál. Kdyby vám uhasla, vzpomeňte na náš žal, že jsme tu padli zbytečně. Jen máky porostou na polích flanderských. | Ve Flandrech rozkvétají máky, tam, kde řad hrobů křivolaký nás hlídá; a vysoko v dáli snad skřivani se rozzpívali, však děla přehlušují ptáky. Jsme Mrtví. Avšak ještě včera, než jitro přešlo do večera, my lásku znali a teď spíme na polích flanderských. Vy buďte ti, kdo v boj se dají, když z rukou našich upadají pochodně; zas zdvihněte je výš zradíte-li, pak neuhlídá kříž náš klid, ač máky rozkvétají na polích flanderských. | Na flanderském poli vlčí máky kvetou v řadách mezi rovy, kam nás cesty vedou. Skřivani v oblacích neslyšně létají, skřivani v oblacích marně nám zpívají a zbraně tam v poli líté palby metou. Nikdo z nás nepřežil, však nazpět pár dní svítání jsem spatřil i západ poslední. Padli jsme daleko od přátel svých milých, ležíme hluboko na flanderských polích. Dejte sbohem nastokrát svým vádám zuřícím, naše ruce dají vzplát pochodním hořícím. Až budeš s nimi hrdě stát, s vírou v nás, co padli, pak můžeme klidně spát, aniž by máky zvadly na poli rudě zářícím. https://www.clubetcetera.ca/in-flanders-fields | Na polích Flander odevšad máky a kříže. Stovky řad. Zde spíme. Tak to zůstane. Ty letíš k slunci, skřivane, v rachotu děl a kanonád. Jsme mrtvi. Ještě před pár dny nám slunce pralo do torny. Hřálo nás jako láska těch, co nás teď najdou ve Flandrech. Teď jste to vy, kdo musí jít s pochodní v boj. Už pro náš klid. Věříme ve vás. Kdyby zhas‘ plamen té víry, každý z nás zbytečně prolil svoji krev, co v mácích vzlíná ve Flandrech. |